# Profesie
O profesie este un domeniu de activitate în care oamenii dobândesc cunoștințe și abilități speciale prin educație și formare avansată și sunt acceptați ca experți într-un domeniu. Profesioniștii urmează standarde etice și aplică aceste cunoștințe în interesul altora.
Ocupațiile profesionale sunt bazate pe educație formală și scopul lor este de a oferi sfaturi și servicii obiective pentru o compensație și definită, complet separată de așteptările unui alt câștig comercial. În trecut, profesiile recunoscute erau religia, medicina și dreptul. Disciplinele formalizate mai recent, cum ar fi arhitectura, au perioade de studiu la fel de lungi asociate cu acestea.
Deși profesiile pot beneficia de un statut relativ ridicat și de un prestigiu public, nu toți profesioniștii câștigă salarii mari, iar chiar și în interiorul unor profesii specifice există diferențe semnificative de salariu. De exemplu, în domeniul dreptului, un avocat angajat la privat poate câștiga de mai multe ori mai mult decât un procuror.

## Etimologie
Termenul „profesie” vine de la termenul francez „profession libérale”. Profesia este specialitatea (calificarea) obținută prin studii, în timp ce ocupația este specialitatea exercitată efectiv la locul de muncă.
Conform Directivei Uniunii Europene privind recunoașterea calificărilor profesionale (2005/36/EC), profesiile liberale sunt „acelea care se practică pe baza unor calificări profesionale relevante, într-o manieră personală, responsabilă și independentă profesional, de către cei care furnizează servicii intelectuale și conceptuale în interesul clientului și al publicului”. Pentru Comisia Europeană, profesiile liberale sunt profesii care necesită pregătire specializată și care sunt reglementate de „guvernele naționale sau de organismele profesionale”.

## Formare
Principalele etape care pot marca o ocupație identificată ca profesie includ:
1. O ocupație devine o activitate cu normă întreagă
2. Se înființează o școală de formare
3. Se înființează o universitate
4. Se înființează o asociație locală
5. Se înființează o asociație națională de etică profesională
6. Se înființează legi de licențiere a statutului.

Pe baza acestor etape, activitatea de topografie a obținut statutul de profesie, urmată de medicină, știința actuarialp, drept, stomatologie, inginerie civilă, logistică, arhitectură și contabilitate.
Odată cu apariția tehnologiei și specializării operaționale în secolul al XIX-lea, alte domenii au început să obțină statutul de profesie: inginerie mecanică, farmacie, medicină veterinară, psihologie, asistență medicală, învățământ, biblioteconomie, optometrie și muncă socială.

## Meserii din trecut
Meserii din trecut care nu mai există: birjar, dactilografă, lustragiu, pianist la cinema, plutaș, telefonistă, trezitor etc.
- Cele mai GROAZNICE meserii din istorie. De la traficantul de cadavre, la culegătorul de lipitori, 7 iulie 2013, Daniel Spătaru, RTV
- Ia-ți Bucureștii! - Ultimii meșteșugari, 14 august 2006, Mira Balan, Jurnalul Național
- Meserii care au fost odată Arhivat în 16 octombrie 2014, la Wayback Machine., 18 ianuarie 2011, Violeta Ion, Ziarul Lumina
- Meseriile de altădată vor rămâne doar în cărțile de istorie, 22 ianuarie 2012, Adevărul
- Vremuri demult apuse: Meserii care NU mai există. Tu știi ce făcea un "Ceas uman"? GALERIE FOTO, 6 aprilie 2014, RomaniaTV.net